# آن رایس
آن رایس(انگلیسی: Anne Rice؛ (زاده ۴ اکتبر ۱۹۴۱ – درگذشته ۱۱ دسامبر ۲۰۲۱) با نام اصلی Howard Allen Frances O'Brien) نویسنده ادبیات گوتیک، ادبیات مسیحی و ادبیات شهوانی بود.
- مصاحبه با خون‌آشام (۱۹۷۶)